# Riu Samson
El Samson és un petit riu de Bèlgica de la regió geogràfica del Condroz, que neix a Sorée (formant part de Gesves, municipi de la província de Namur) i que desemboca al Mosa a Namêche (Andenne). Passa per Faulx-les-Tombes (Gesves), on alimentà el molí de l'Abadia de Grandpré.
| \| \| Afluents del Mosa en orde davall->damunt \| |                                          |
| Dieze - Niers - Swalm - Roer - Geleenbeek- Geul - Jeker - Voer - Berwijn - Julienne - Llègia - Ourthe - Hoyoux - Mehaigne - Samson -Sambre - Bocq - Burnot - Molignée - Lesse - Viroin - Semois - Bar - Kuer (Chiers) |                                          |
| Vegeu també : • Mosa • França • Bèlgica • Països Baixos |                                          |
| | Afluents del Mosa en orde davall->damunt |